# Rio Branco (Mato Grosso)
Rio Branco est une municipalité brésilienne située dans l'État du Mato Grosso.